# Nelli Differt
Nelli Differt (nacida Nelli Paju, Haapsalu, URSS, 24 de julio de 1990) es una deportista estonia que compite en esgrima, especialista en la modalidad de espada. Ganó una medalla de bronce en el Campeonato Europeo de Esgrima de 2023, en la prueba individual.

## Palmarés internacional
| Campeonato Europeo | Campeonato Europeo | Campeonato Europeo | Campeonato Europeo |
| Año                | Lugar              | Medalla            | Prueba             |
| ------------------ | ------------------ | ------------------ | ------------------ |
| 2023               | Plovdiv (Bulgaria) | Medalla de bronce  | Espada individual  |